# Munmu de Silla
Munmu de Silla (comúnmente escrito: Moonmu) (626–681) (reinado del 661–681) fue el trigésimo rey del reino coreano de Silla. Es usualmente considerado el primer monarca del período de Silla unificada. Munmu era el hijo del rey Taejong Muyeol de Silla y Munmyeong, quien era la hermana más joven de Kim Yu-shin. Bajo el reinado de su padre, sostuvo el cargo de '' pajinchan'', siendo aparentemente el responsable de los asuntos marítimos, y jugando un rol clave en el desarrollo de los lazos de su país con la Dinastía Tang de China. Nació como el Príncipe Beopmin (법민, 法敏), y tomó el nombre de Munmu cuando sucedió a su padre en el trono.

## La Unificación de los Tres Reinos
El rey Munmu subió al trono en medio de un largo conflicto con Baekje y Goguryeo, poco después de que el general Gyebaek y Baekje habían sido derrotados en Sabi por el general Kim Yu-shin en 660. En estas luchas, Silla fue fuertemente asistido por la Dinastía Tang.
Los primeros años de su reinado estuvieron enfocados en un intento de derrotar a Goguryeo, seguidos de un intento fallido en 661. Finalmente, en 667,  ordenó otro ataque que culminó en la derrota de Goguryeo en 668. Después de eliminar los últimos pequeños y aislados focos de resistencia, Munmu pasó a ser el primer gobernante en reinar la península coreana completamente unificada.

### Guerra con los Tang de China
El rey Munmu entonces afrontó el reto de liberar su país de la dominación Tang.  Después de la caída de Goguryeo, los Tang crearon el Protectorado General para Pacificar el Este e intentaron colocar a la península coreana entera, incluyendo Silla, bajo su régimen. Para impedir esto, Munmu forjó alianzas con los líderes de la resistencia de Goguryeo como Geom Mojam y Anseung, y lanzó un ataque frontal a las fuerzas de los Tang que ocupaban los que habían sido territorios de Baekje.  La lucha duró hasta los tempranos 670s.
En 674, los Tang y su viejo aliado, Silla, estaban en una batalla constante, pues el rey Munmu había conquistado mucho del anterior territorio de Baekje y Goguryeo que solía estar bajo la influencia de los Tang y apoyó la resistencia en contra de los mismos. El emperador Gaozong, furioso, declaró rey arbitrariamente al hermano del rey Munmu, Kim Inmun; enviándolo a Silla, con fuerzas militares, para reemplazar a Munmu. Entonces, el rey Munmu se disculpó formalmente y rindió tributo a China, a lo que el emperador Gaozong ordenó la retirada y llamó a Kim Inmun de vuelta a la capital.
En 675, Li Jinxing (李謹行) llegó a Silla con fuerzas Mohe que respondían a los Tang. Sin embargo, las fuerzas Tang fueron derrotadas por el ejército de Silla en la fortaleza Maeso (las fuentes Tang afirman que sus fuerzas ganaron ésta y otras batallas en Silla).
El emperador Gaozong ordenó la retirada de las fuerzas de Tang de la península de Corea por completo y se trasladó el Protectorado General para Pacificar el Este en Liaodong, permitiendo a Silla finalmente expulsar a los Tang fuera de la península coreana y unificar las partes de la península al sur del Río Taedong. Esta victoria, y el mantenimiento de la independencia de Silla, son generalmente considerados como un punto crítico en la historia de Corea.

## Después de Las Guerras De Unificación
Munmu gobernó el reino unificado de Silla durante veinte años, hasta que enfermó en el año 681. En su lecho de muerte, dejó su última voluntad y su testamento, y cedió el trono a su hijo, el príncipe Sinmun. Antes de morir, dijo: "Un país no debe ester nunca sin un rey. El Príncipe tendrá mi corona antes que mi féretro. Cremen mis restos y esparzan las cenizas en el mar, donde las ballenas viven. Me convertiré en un dragón para frustrar las invasiones extranjeras." El rey Sinmun hizo lo que su padre le pidió, y esparció sus cenizas en Daewangam (la Roca del Gran Rey), un pequeño islote rocoso a un centenar de metros aproximadamente de la costa coreana. Además, el rey Sinmun ordenó construir el Templo Gomun (el Templo de la Apreciada Bendición) que dedicó a su padre, construyó un canal para que el dragón del mar utilizara para ir y venir entre la tierra y el mar, y construyó un pabellón, Eegun, con vistas al islote de modo que los futuros reyes podrían rendir homenaje al gran rey Munmu.
En un sueño, el rey Munmu y el famoso general Kim Yu-shin se aparecieron al rey Sinmun y le dijeron: "Soplando en una flauta de bambú calmarás los cielos y la tierra." El rey Sinmun despertó del sueño, fue hacia el mar y recibió la flauta de bambú Monposikjuk. Se decía que soplando de la flauta de bambú el rey invocaría los espíritus del rey Munmu y el general Kim Yu-shin, expulsaría las tropas de sus enemigos, curaría enfermedades, traería lluvia durante sequías y detendría las lluvias durante inundaciones.